# Abadía de Serrabona

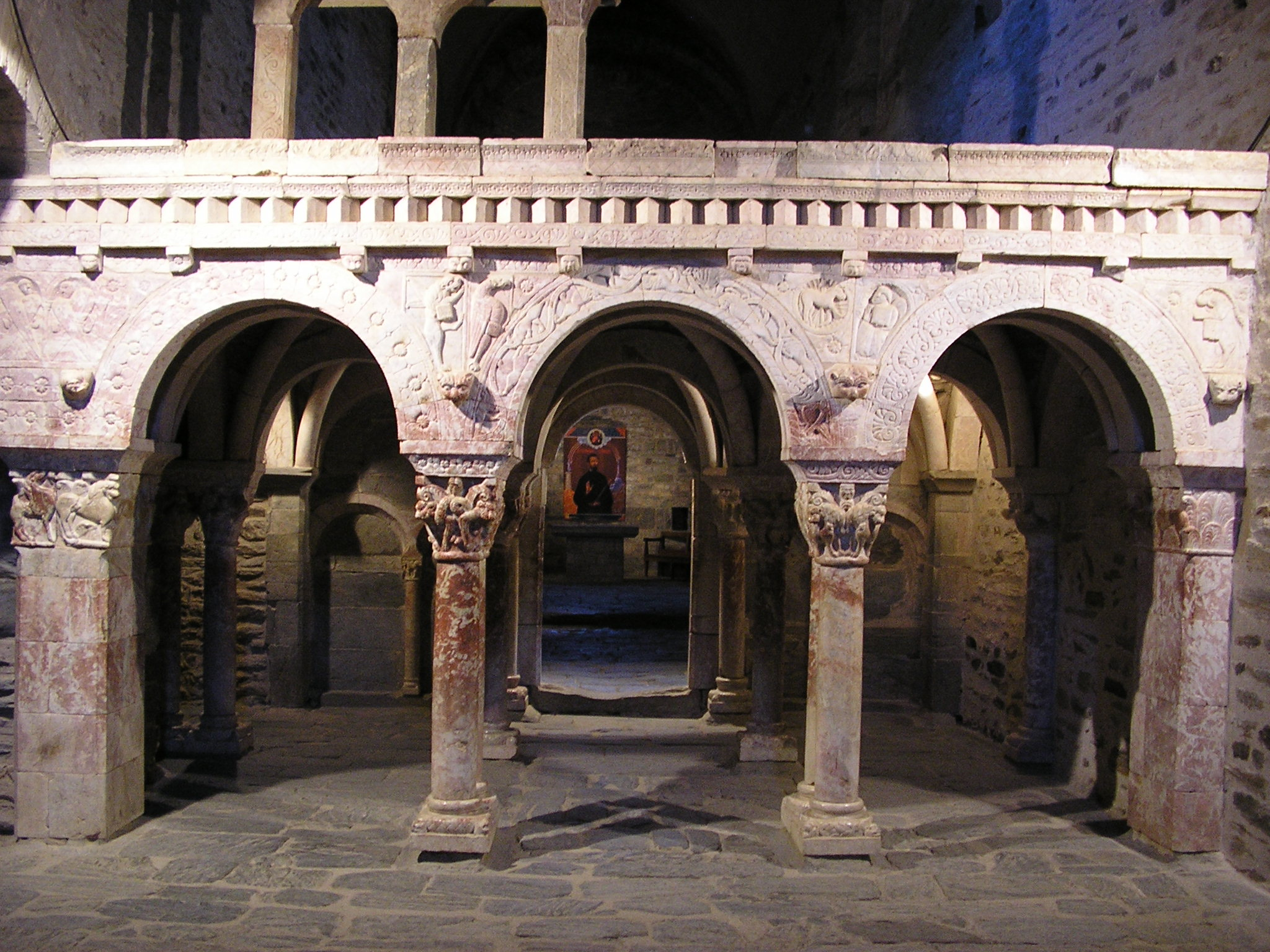
Vista frontal de la tribuna de Serrabona.

La abadía de Santa María de Serrabona es un priorato ubicado en el municipio de Bula d'Amunt (Boule-d'Amont, en francés), en la región de Aspres, en el Rosellón francés.

## Historia
Aparece citada ya en 1069 como iglesia. En 1082 se fundó en ella un priorato de canónigos agustinos. El priorato quedó bajo la protección del vizconde de Cerdaña. Aunque el obispado de Elna reclamó obtener autoridad sobre el cenobio, la comunidad consiguió consolidarse. En 1151 estaba compuesta por 20 miembros.
La vida monástica fue decayendo y en 1535 la comunidad era de sólo tres monjes. En 1592 Santa Maria de Serrabona fue secularizada y sus posesiones y rentas quedaron en manos del obispado de Solsona. A pesar de que a mediados del siglo XIX se la declaró Monumento Histórico Artístico, la iglesia se fue degradando. Parte de la nave central se hundió así como la sala capitular, habiendo tenido que ser reconstruidos.

## Edificio

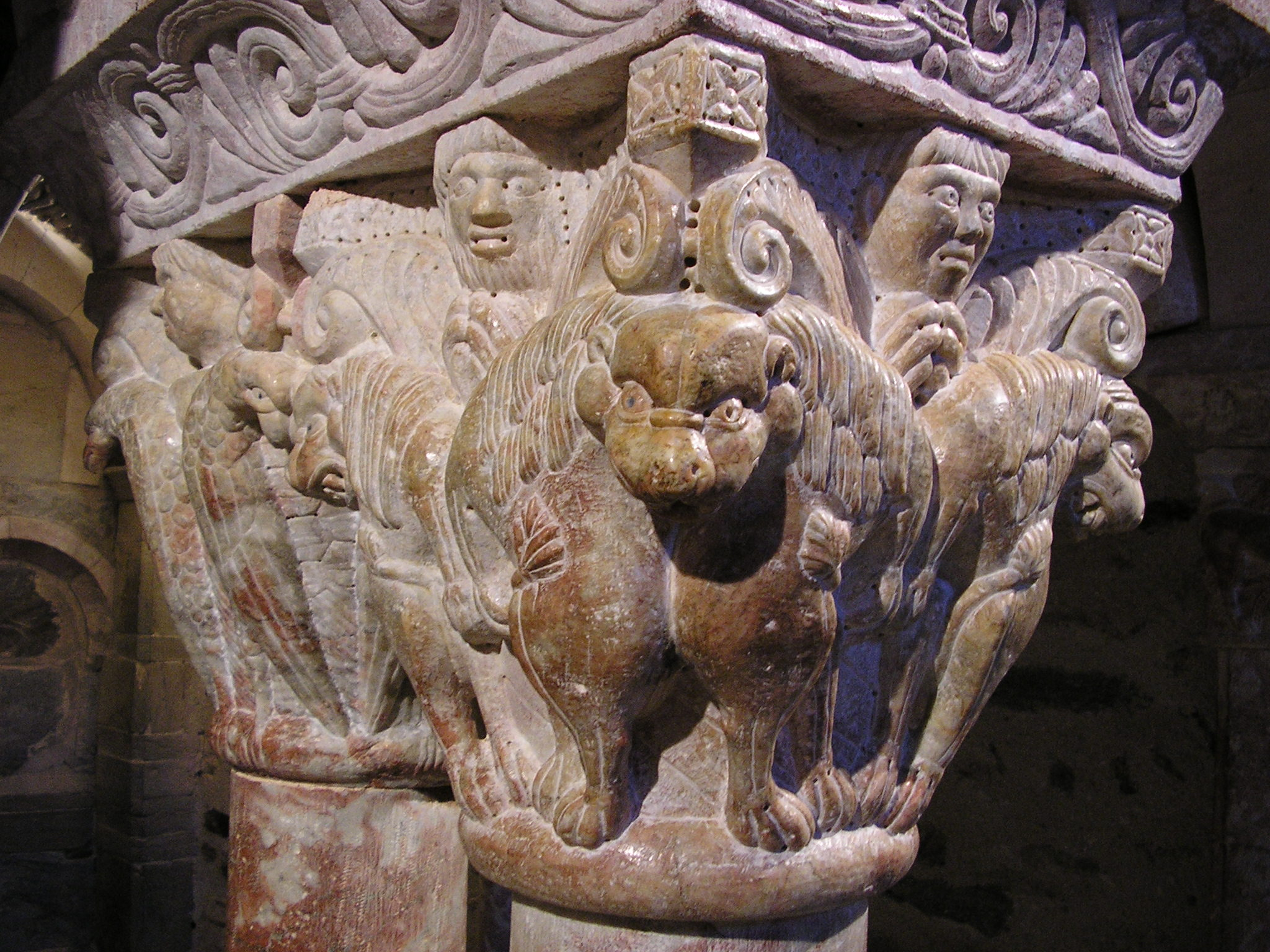
Detalle de uno de los capiteles de la tribuna.

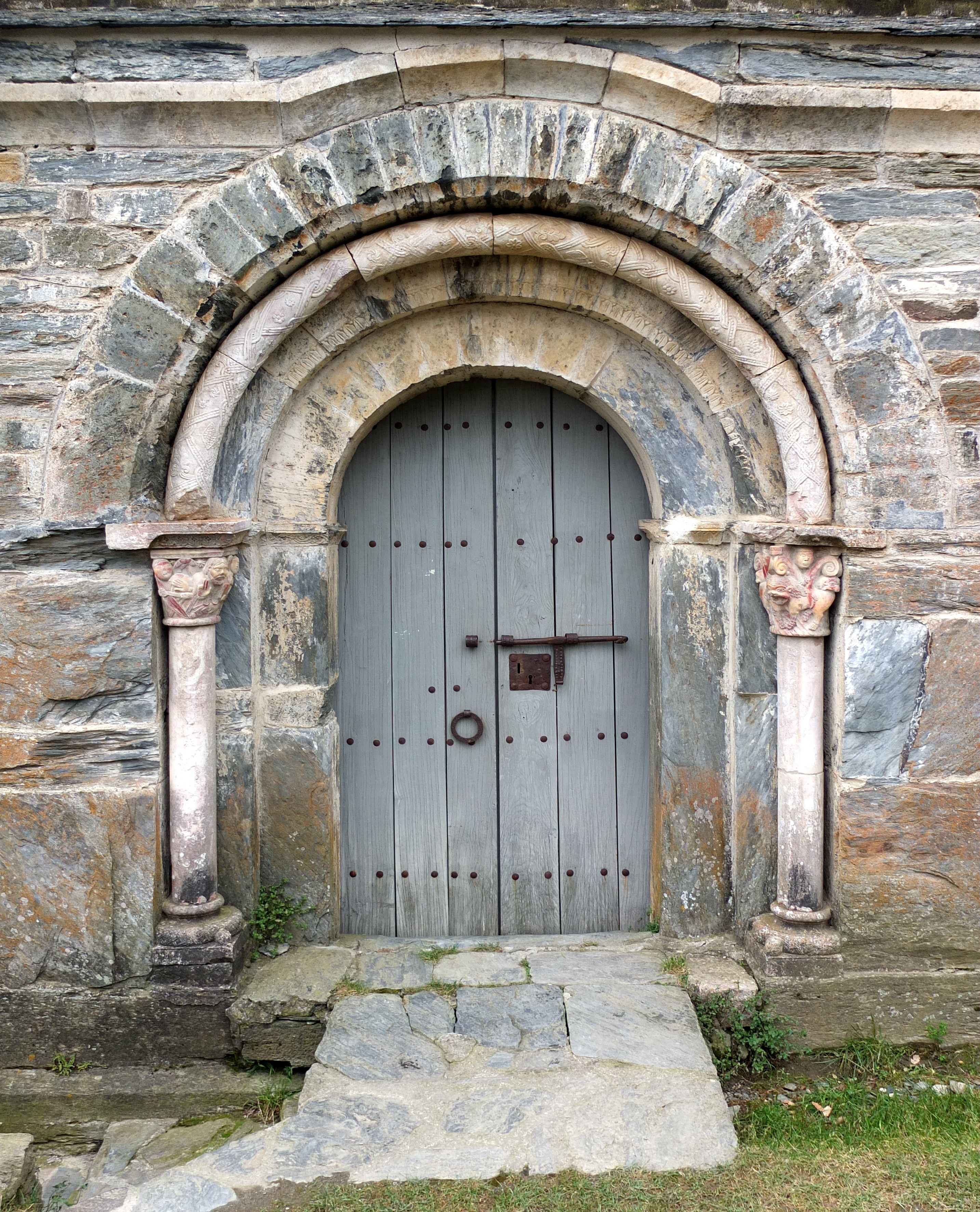
Portada.

La nave actual de la iglesia se consagró el 5 de octubre de 1151. Para su construcción, se prolongó la nave original y se construyeron el transepto y la cabecera, compuesta por el ábside y dos absidiolos. Además, se añadió una nueva nave que se comunica con la nave central mediante dos arcos. Se cree que el campanario es de factura anterior ya que se utilizaba como torre de defensa. El material utilizado para la construcción del edificio es la pizarra y, para las esculturas, el mármol rosa de Conflent.
El principal elemento de la abadía es el conjunto de escultura románica de su interior. Se cree que son obra del mismo maestro que se encargó de la construcción de la tribuna del monasterio de San Miguel de Cuixá. La puerta de la zona norte está compuesta de dos columnas con dos capiteles en los que aparece la imagen de unos leones y la de Cristo en actitud de bendecir. Los de la galería sur son muy semejantes a los Cuixá, decorados con temas vegetales y animales.
El elemento más ricamente decorado es la tribuna o coro interior. Se cree que se encontraba en otro punto del templo y que se trasladó al actual, dividiendo la nave en dos partes, durante una de las reformas. Está formada por dos hileras de tres arcadas. Cada uno de los espacios formados por estas arcadas está cubierto con bóveda de arista. Las columnas están rematadas por capiteles ampliamente decorados con temas zoomórficos en los que abundan los leones y las águilas. También hay ángeles y arcángeles. El frontal de la tribuna presenta decoraciones con temas geométricos y vegetales. Aparecen además representados los símbolos de los cuatro evangelistas así como serafines y algunos animales fantásticos.
El claustro es muy pequeño y consta de una única galería. Presenta ocho pares de capiteles realizados también en mármol con una decoración más tosca que la de los capiteles interiores.